# Вентурія (Північна Дакота)
Вентурія (англ. Venturia) — місто (англ. city) в США, в окрузі Макінтош штату Північна Дакота. Населення — 21 особа (2020).

## Географія
Вентурія розташована за координатами 45°59′51″ пн. ш. 99°32′59″ зх. д. / 45.99750° пн. ш. 99.54972° зх. д. (45.997470, -99.549746).  За даними Бюро перепису населення США в 2010 році місто мало площу 0,16 км², уся площа — суходіл. В 2017 році площа становила 0,29 км², уся площа — суходіл.

## Демографія
Згідно з переписом 2010 року, у місті мешкало 10 осіб у 7 домогосподарствах у складі 3 родин. Густота населення становила 62 особи/км².  Було 12 помешкання (74/км²).
Расовий склад населення:
| - 100,0 % — білих |

До двох чи більше рас належало 0,0 %. Частка іспаномовних становила 0,0 % від усіх жителів.
За віковим діапазоном населення розподілялося таким чином: 0,0 % — особи молодші 18 років, 60,0 % — особи у віці 18—64 років, 40,0 % — особи у віці 65 років та старші. Медіана віку мешканця становила 59,5 року. На 100 осіб жіночої статі у місті припадало 100,0 чоловіків;  на 100 жінок у віці від 18 років та старших — 100,0 чоловіків також старших 18 років.
Цивільне працевлаштоване населення становило 19 осіб. Основні галузі зайнятості: оптова торгівля — 57,9 %, освіта, охорона здоров'я та соціальна допомога — 26,3 %, роздрібна торгівля — 10,5 %, сільське господарство, лісництво, риболовля — 5,3 %.